# Herbert Mühlstädt
Herbert Mühlstädt (* 6. Oktober 1919 in Leisnig; † 17. Juni 1988) war ein deutscher Autor, Redakteur, Lehrer und Hochschuldozent. Besondere Bekanntheit erlangte er in der DDR durch seine historischen Kinder- und Jugendbücher.

## Leben
Herbert Mühlstädt wurde 1919 als Sohn eines Arbeiters in Leisnig geboren. Dort besuchte er von 1926 bis 1934 die Volksschule und war anschließend bis 1936 als Lagerarbeiter tätig. Während des Zweiten Weltkriegs wurde er eingezogen, erlitt eine Beinamputation und geriet in sowjetische Kriegsgefangenschaft.
1947 absolvierte Mühlstädt eine Ausbildung zum Neulehrer, so dass er als Geschichtslehrer an einer Volksschule arbeiten konnte. Danach wurde er Dozent an der Arbeiter-und-Bauern-Fakultät Leipzig. In dieser Zeit trat er in die SED ein und verfasste mehrere Hörbilder zu historischen Ereignissen.
1951 trat Mühlstädt eine Stelle als Studiendirektor an der Berliner Arbeiter-und-Bauern-Fakultät an und betätigte sich als linientreuer Schulbuchredakteur. 1954 bis 1959 war er Chefredakteur der Zeitschrift Geschichte in der Schule und leitete die Abteilung Geschichte im Verlag Volk und Wissen. 1955 erschien seine erste historische Erzählung, Die Brücke. Er veröffentlichte zudem mehrere Geschichtslehrbücher und Aufsätze zur Unterrichtsmethodik im sozialistischen Geschichtsunterricht. Aus der SED wurde er trotzdem wegen fehlender Einordnung ausgeschlossen.
Von 1960 bis 1964 war Mühlstädt Wissenschaftlicher Mitarbeiter für Geschichtsmethodik an der Universität Rostock. 1962 erschien der erste Band seiner erfolgreichen Reihe Der Geschichtslehrer erzählt. Diese Kombination aus Geschichtslehrbuch und unterhaltsam erzählten, historischen Kurzgeschichten, die dennoch linientreu waren, sollte den Geschichtsunterricht effektiver gestalten helfen, erschien in neun Auflagen und wurde in den 1980er Jahren in einer geänderten Fassung noch einmal neu aufgelegt. 1964 verließ er im Zwist mit dem autoritären Institutsleiter Friedrich Donath die Universität, der ihm im Gutachten Raffgier und fehlende Mitgliedschaft in der SED vorwarf.
Ab 1964 arbeitete Mühlstädt für vier Jahre erneut als Geschichtslehrer. In dieser Zeit erschien Ebbo wehrt sich, sein erster historischer Kinderroman.
1968 wurde Mühlstädt nach Wiedereintritt in die SED auch Mitglied des Deutschen Schriftstellerverbandes und konzentrierte sich in den Folgejahren ausschließlich auf seine Autorentätigkeit, mit der er genügend verdiente. Als freischaffender Schriftsteller in Rostock lebend, publizierte er weitere historische Kinderbücher und Erzählungen.
1972 erhielt Mühlstädt den Kunst- und Literaturpreis des Bezirkes Rostock. Im gleichen Jahr veröffentlichte er Hans Warnke – ein Kommunist, ein biografisches Werk über Johannes Warnke, das zahlreiche Rezensionen in der DDR-Literatur fand. Aus heutiger Sicht weist es Lücken auf.
Mühlstädt verstarb 1988, noch bevor der vierte und letzte Teil seines Lebenswerks Der Geschichtslehrer erzählt vom Verlag Volk und Wissen herausgebracht wurde. Noch 2003 bis 2005 erschien eine ideologisch entschärfte Auflage „Erzählte Geschichte“ im Cornelsen Verlag, der den DDR-Verlag übernommen hatte.

## Werke (Auswahl)

### Kinder und Jugendliteratur
- Ebbo wehrt sich. Berlin 1965, Kinderbuchverlag.
- Radko läutet Sturm. Berlin 1969, Kinderbuchverlag.
- Andres – Beiboot des Lemme Pors. Berlin 1969, Kinderbuchverlag.
- Andres – Freund der Likedeeler. Berlin 1971, Kinderbuchverlag.
- 172 Tage aus dem Leben des Lehrers Egon Schultz. Die kleinen Trompeterbücher, Berlin 1973, Kinderbuchverlag.

### Lehrbücher
- Bauern, Bürger und Feudalherren: Lehrbuch für den Geschichtsunterricht. 6. Schuljahr. Berlin 1957, Volk und Wissen.
- Der Geschichtslehrer erzählt, Band 1. Berlin 1962, Volk und Wissen. (Neue Fassung 1980; Neufassung [6. Auflage] 1991)
- Der Geschichtslehrer erzählt, Band 2. Berlin 1965, Volk und Wissen. (Neue Fassung 1983; Neufassung [4. Auflage] 1991)
- Der Geschichtslehrer erzählt, Band 3. Berlin 1966, Volk und Wissen. (Neue Fassung 1985; Neufassung [3. Auflage] 1991)
- Der Geschichtslehrer erzählt (neue Fassung), Band 4: Von der Napoleonischen Herrschaft und den Befreiungskriegen bis zum Ende des Ersten Weltkrieges. Berlin 1991, Volk und Wissen.

### Biographien
- Hans Warnke – ein Kommunist. Rostock 1972, Hinstorff.

### Sachbücher
- Geschichte und Gegenwartskunde: 1945-1956. Berlin 1957, Volk und Wissen.
- Kulturgeschichte im Geschichtsunterricht. Berlin 1961, Volk und Wissen.
- Literatur im Ostseebezirk: Empfehlungen und Informationen zur literaturpolitischen Arbeit. Rostock 1975, Willi-Bredel-Bibliothek.

### Aufsätze
- In die Schulbücher gehört die Wahrheit! 1956, Geschichte in der Schule 9, 2, S. 86–92.
- Die zentrale Aufgabe – sozialistisch erziehen! 1957, Geschichte in der Schule 10, 9, S. 483–486.
- Auch der historische Held beeinflußt die Erkenntnis. 1972, Deutsche Lehrerzeitung 34, S. 6.
- Historische Belletristik oder illustrierte Geschichte? 1973, Beiträge zur Kinder- und Jugendliteratur, 26, Berlin Kinderbuchverlag, S. 29–40.